# ラファエラ・レジ
ラファエラ・レジ（Raffaella Reggi, 1965年11月27日 - ）は、イタリア・ファエンツァ出身の元女子プロテニス選手。1986年の全米オープン混合ダブルス部門でセルヒオ・カサル（スペイン）とペアを組んで優勝し、イタリア人の女子テニス選手として最初の4大大会優勝者になった選手である。シングルスでも1987年の全仏オープンでベスト8に進出した。自己最高ランキングはシングルス13位、ダブルス25位。WTAツアーでシングルス5勝、ダブルス4勝を挙げた。身長170cm、体重58kg。右利き、バックハンド・ストロークは両手打ち。

## 来歴
ラファエラ・レジは16歳の時、ジュニアテニス選手の登龍門と呼ばれる「オレンジボウル選手権」の16歳以下の女子シングルスで優勝した。1982年にプロ入りし、その年から女子テニス国別対抗戦・フェデレーションカップのイタリア代表選手になる。1984年のロサンゼルス五輪で行われたテニスの「公開競技」（21歳以下の選手による）でオリンピックに初出場した時は、準決勝でシュテフィ・グラフに敗れた。1985年に地元イタリア・タラント大会でツアー初優勝を飾り、続く全仏オープンでも初めてマルチナ・ナブラチロワとの4回戦に進出した。レジのテニス経歴のハイライトは、1986年の全米オープンである。女子シングルスでは4回戦で第3シードのシュテフィ・グラフに敗れたが、スペインのセルヒオ・カサルとペアを組んだ混合ダブルス部門で、ピーター・フレミング&マルチナ・ナブラチロワ（ともにアメリカ）組を 6-4, 6-4 で破って優勝した。これはイタリア人の女子テニス選手が初めて獲得したグランドスラム・タイトルである。全米混合ダブルスで優勝した1986年は、ウィンブルドンでもガブリエラ・サバティーニとの4回戦に進出し、女子ツアー大会でもシングルスで年間2勝を挙げた好調なシーズンであった。
1987年の全仏オープンで、レジは4大大会の女子シングルスで自己最高成績のベスト8進出を記録した。この大会では4回戦で第5シードのヘレナ・スコバを破ったが、続く準々決勝で第3シードのクリス・エバートに 2-6, 2-6 で敗れている。この後ウィンブルドンでも2年連続の4回戦に進んだが、今度はスコバに敗れ、2大会連続8強入りを逃した。1988年のソウル五輪は、プロテニス選手の出場が認められた歴史的な大会である。レジは公式競技に復帰したオリンピックテニスにもイタリア代表選手として出場し、ブルガリア代表のマニュエラ・マレーバ・フラニエールとの準々決勝まで勝ち進んだ。その後、レジは全豪オープンで1989年・1990年と2年連続の4回戦進出を果たし、同年5月上旬にタラント大会で5年ぶり2度目の優勝を飾ったが、これがレジの最後のツアー優勝になった。
ラファエラ・レジの現役最後のシーズンは1992年であったが、彼女は最後の年までフェデレーションカップのイタリア代表選手を務め、通算「18勝15敗」（シングルス14勝6敗、ダブルス4勝9敗）の成績を残した。7月16日に最後のフェド杯出場でハンガリーに敗れたが、最後の舞台を3度目のオリンピック出場で飾り、バルセロナ五輪の女子シングルス2回戦で（前回のソウル大会と同じ）マニュエラ・マレーバ・フラニエールに 2-6, 4-6 で敗れた試合を最後に現役を引退した。